# Annie Last
Annie Last, née le 7 septembre 1990, est une coureuse cycliste anglaise, spécialiste du VTT cross-country et du cyclo-cross.

## Palmarès en VTT

### Jeux olympiques
- Londres 2012
  - 8e de l'épreuve de cross-country VTT

### Championnats du monde
- Canberra 2009
  - 5e du cross-country VTT espoirs
  - 9e du relais mixte
- Mont Sainte-Anne 2010
  -  Vice-championne du monde de cross-country VTT espoirs
- Champéry 2011
  -  Vice-championne du monde de cross-country VTT espoirs
- Cairns 2017
  -  Vice-championne du monde de cross-country VTT
- Les Gets 2022
  - 7e du cross-country short track
  - 10e du cross-country
- Haderslev 2022
  -  Médaillée d'argent du cross-country marathon

### Coupe du monde
- Coupe du monde de cross-country 
  - 2012 : 7e du classement général
  - 2014 : 28e du classement général
  - 2015 : 18e du classement général
  - 2016 : 35e du classement général

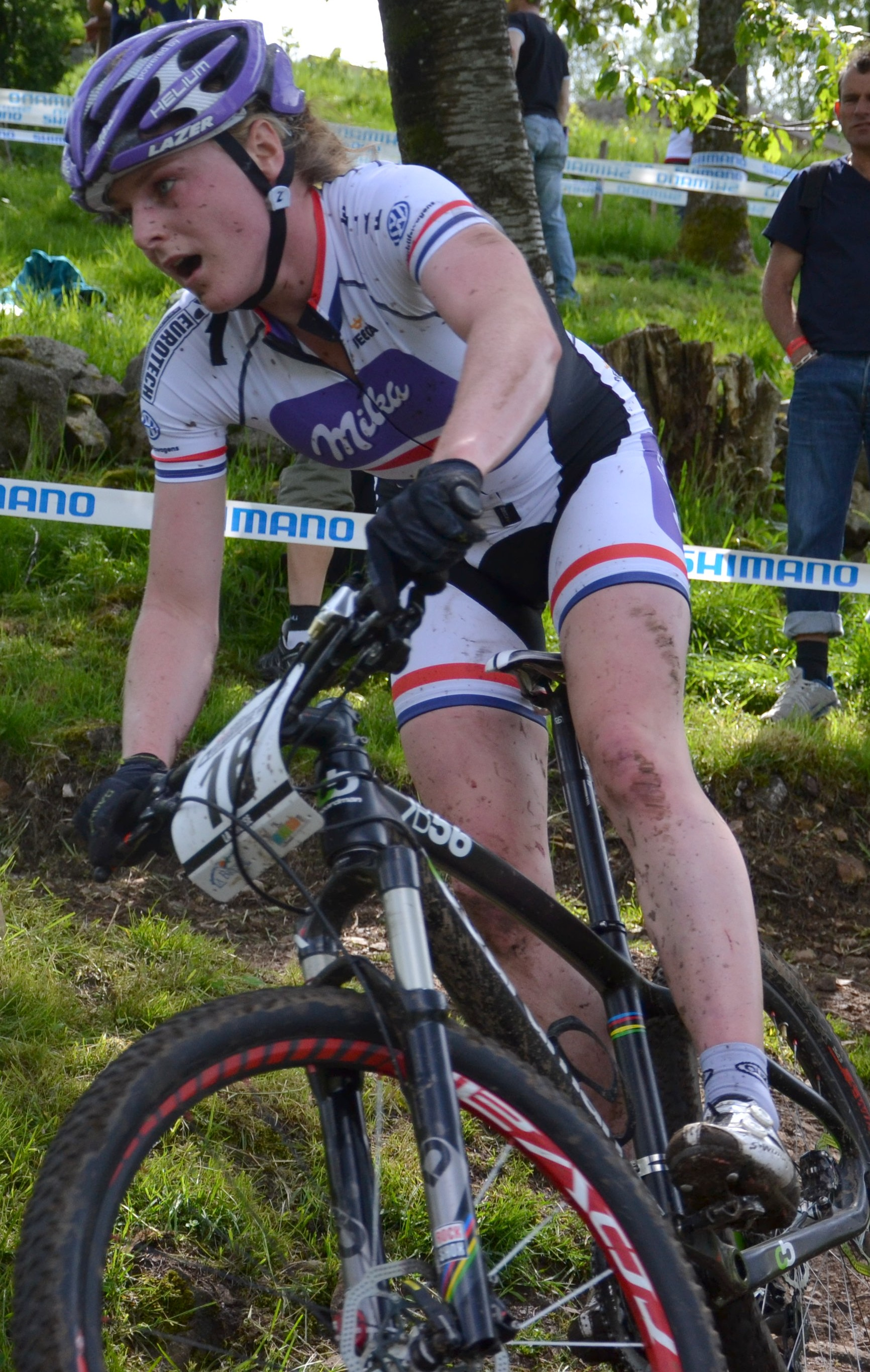
Annie Last à la manche de Coupe du monde de La Bresse en 2012.

  - 2017 : 7e du classement général, vainqueur d'une manche
  - 2018 : 18e du classement général
  - 2019 : 13e du classement général
  - 2021 : 20e du classement général
  - 2022 : 27e du classement général
  - 2023 : 30e du classement général
  - 2024 : 41e du classement général

- Coupe du monde de cross-country short track
  - 2022 : 37e du classement général
  - 2023 : 33e du classement général
  - 2024 : 44e du classement général

- Coupe du monde de cross-country eliminator
  - 2012 : vainqueur d'une manche (Houffalize)

### Jeux du Commonwealth
- Gold Coast 2018
  -  Médaillée d'or du cross-country

### Championnats d'Europe
- 2010
  - 4e du championnat d'Europe de cross-country VTT espoirs
- 2012
  -  Vice-championne d'Europe de cross-country VTT espoirs

### Championnats de Grande-Bretagne
- 2008
  -  Championne de Grande-Bretagne de cross-country juniors
- 2010
  -  Championne de Grande-Bretagne de cross-country
- 2011
  -  Championne de Grande-Bretagne de cross-country
- 2014
  -  Championne de Grande-Bretagne de cross-country
- 2015
  -  Championne de Grande-Bretagne de cross-country
- 2016
  -  Championne de Grande-Bretagne de cross-country
- 2017
  -  Championne de Grande-Bretagne de cross-country
- 2018
  -  Championne de Grande-Bretagne de cross-country
- 2019
  -  Championne de Grande-Bretagne de cross-country
- 2022
  -  Championne de Grande-Bretagne de cross-country

## Palmarès en cyclo-cross
- 2011-2012
  - 3e du championnat de Grande-Bretagne de cyclo-cross
- 2012-2013
  - 3e du championnat de Grande-Bretagne de cyclo-cross
- 2021-2022
  - 2e du championnat de Grande-Bretagne
- 2022-2023
  - National Trophy Series #4, Paignton
  - 2e du championnat de Grande-Bretagne